# 师庄站
师庄站是成昆铁路上的一个铁路车站，位于四川省攀枝花市仁和区平地镇师庄，邮政编码为651400，是成昆铁路在四川省最南端的车站。车站为缓解新江至大湾子间因距离过长而影响列车安全运行于1995年开站，乌东德水电站蓄水后车站于2020年5月25日停办客货运业务，5月26日关闭。铁路部门在车站关闭后对车站及周边线路设施进行拆除工作，2020年8月车站被江水淹没。
师庄站在关闭前为五等站，隶属昆明铁路局管辖，北上距攀枝花站57公里，成都站806公里，南下距广通站141公里，昆明站294公里。该站仅办理攀枝花与昆明间普慢列车的旅客乘降；不办理行李、包裹托运；不办理货运营业。

## 图片

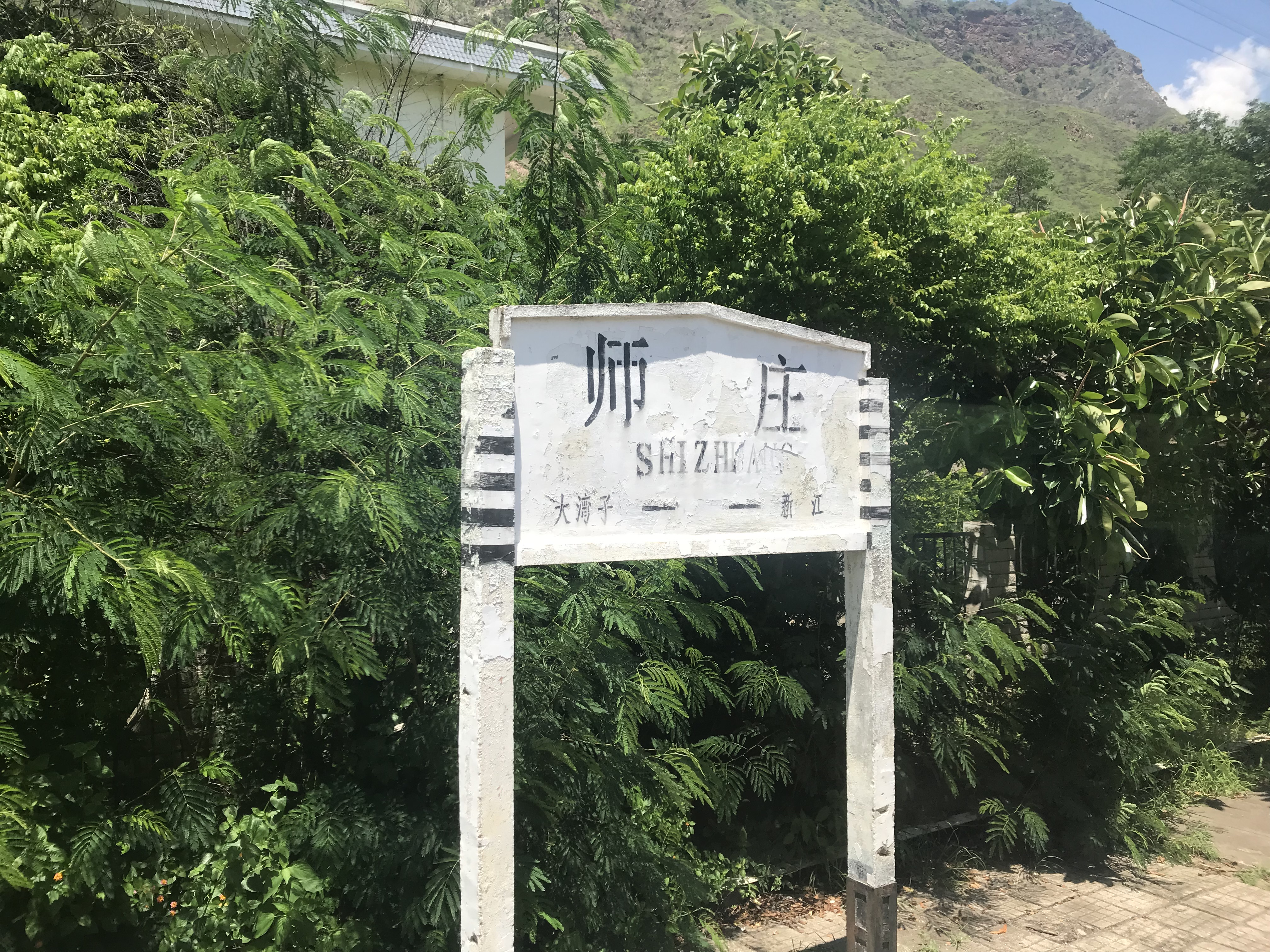
站牌
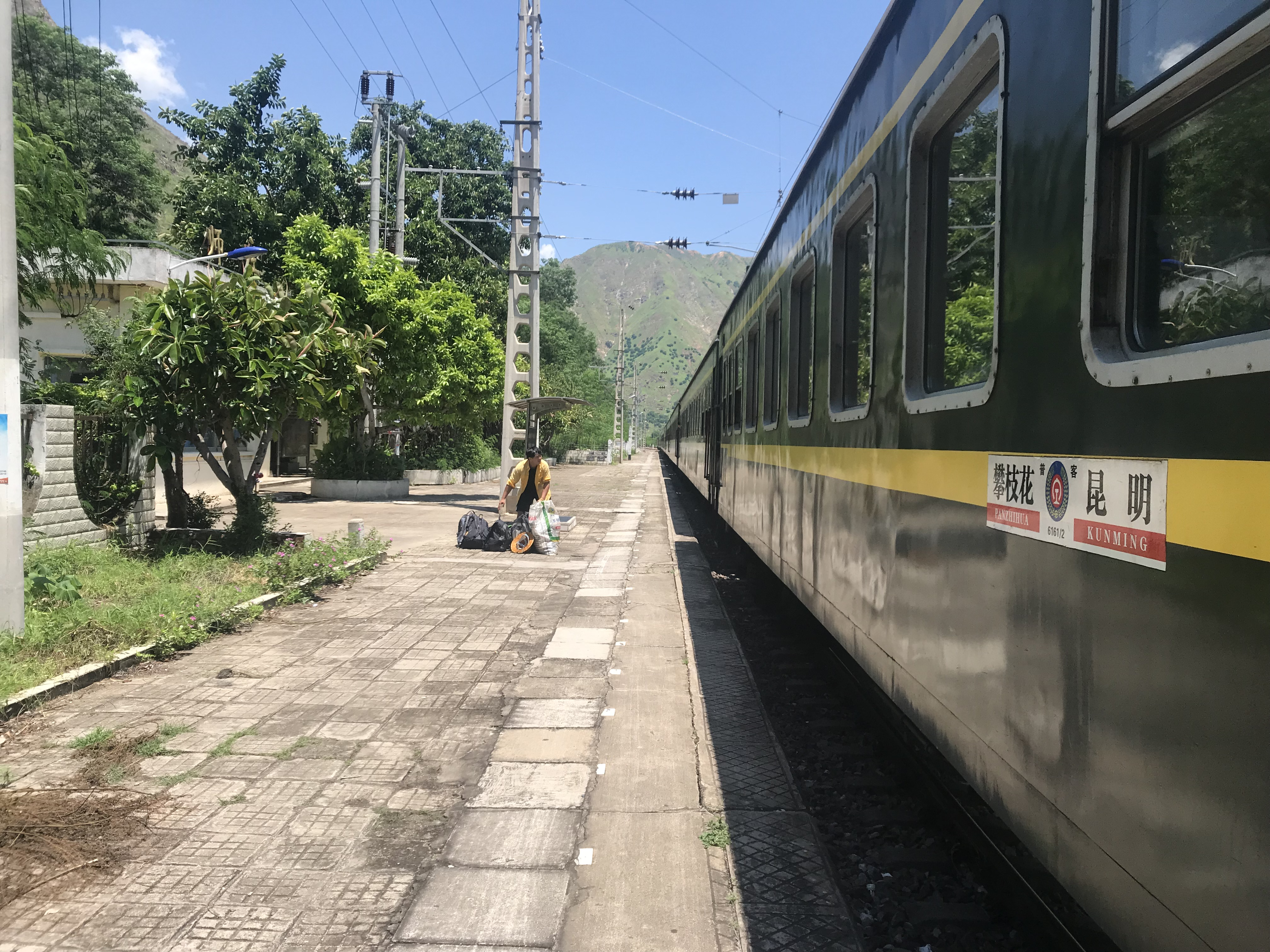
列车停靠站台
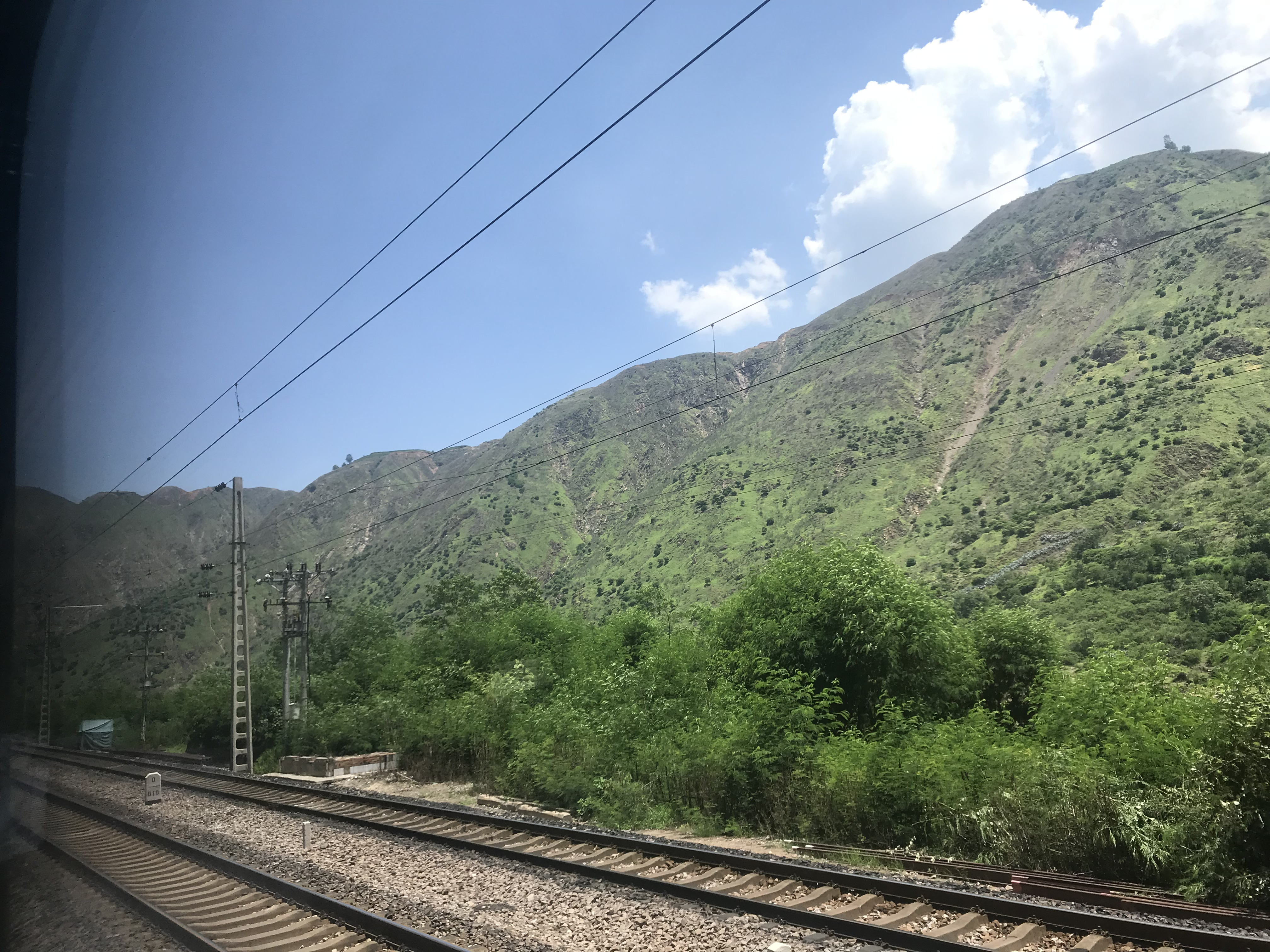
站内股道